# فيتالي بوريسوف
فيتالي بوريسوف (بالأذرية: Vitaliy Yuryeviç Borisov)‏ هو لاعب كرة الصالات ‏ ولاعب كرة قدم أذربيجاني، ولد في 5 يوليو 1982 في باكو في أذربيجان. شارك مع منتخب أذربيجان الوطني لكرة قدم الصالات. أما مع النوادي، فقد لعب مع MFK Dina Moskva ‏.

## وصلات خارجية
- فيتالي بوريسوف على موقع الاتحاد الأوربي (الإنجليزية)